# Sobekhotep I
Sobekhotep I is een koning van de 13e dynastie uit de Egyptische oudheid. Zijn naam betekent: Sobek is tevreden! en zijn tweede naam: Levende incarnatie van Re.
Amerikaanse archeologen van de Universiteit van Pennsylvania ontdekten begin 2014 de sarcofaag van Sobekhotep I nabij de Egyptische stad Suhaj.

## Biografie
De Turijnse koningslijst noemt de geboortenaam van deze koning. Ook de Koningslijst van Karnak vermeldde zijn naam. Op een stele in Abydos zijn zijn Horusnaam, Nebtynaam en Gouden Horusnaam vermeld. 
De afstamming van deze heerser is onduidelijk en men twijfelt of hij van koninklijken bloede was. Misschien was hij van burgerlijke afkomst, misschien was hij een generaal die carrière heeft gemaakt, zoals Neferhotep I.
Zijn namen komen voor op verschillende reliëfs uit een kapel die in Abydos stond . Ook is een beeld van hem gevonden te Karnak, gewijd aan de god Amon-Ra. Waarschijnlijk heeft de koning niet lang geheerst.